# Germaín de la Fuente
Óscar Germaín de la Fuente Maureira (San Carlos, 29 de julio de 1947) es un cantautor y músico chileno, más conocido por ser vocalista de la banda Los Ángeles Negros entre los años 1967 y 1974.

## Carrera

### Los Ángeles Negros
Nacido en la localidad de San Carlos, Ñuble, De la Fuente mostró desde pequeño sus cualidades como cantante. Participó activamente del coro de su colegio, la Escuela Consolidada, y se hizo asiduo a distintos festivales en su época escolar. Ya en la adolescencia ganó experiencia como cantante en el local de su padre, Óscar de la Fuente, donde dio sus primeros pasos en la música. Ahí aprendió a tocar el acordeón y la guitarra. Desde esa época ya acuñaba ese sello tenor que con el tiempo lo hizo famoso. 

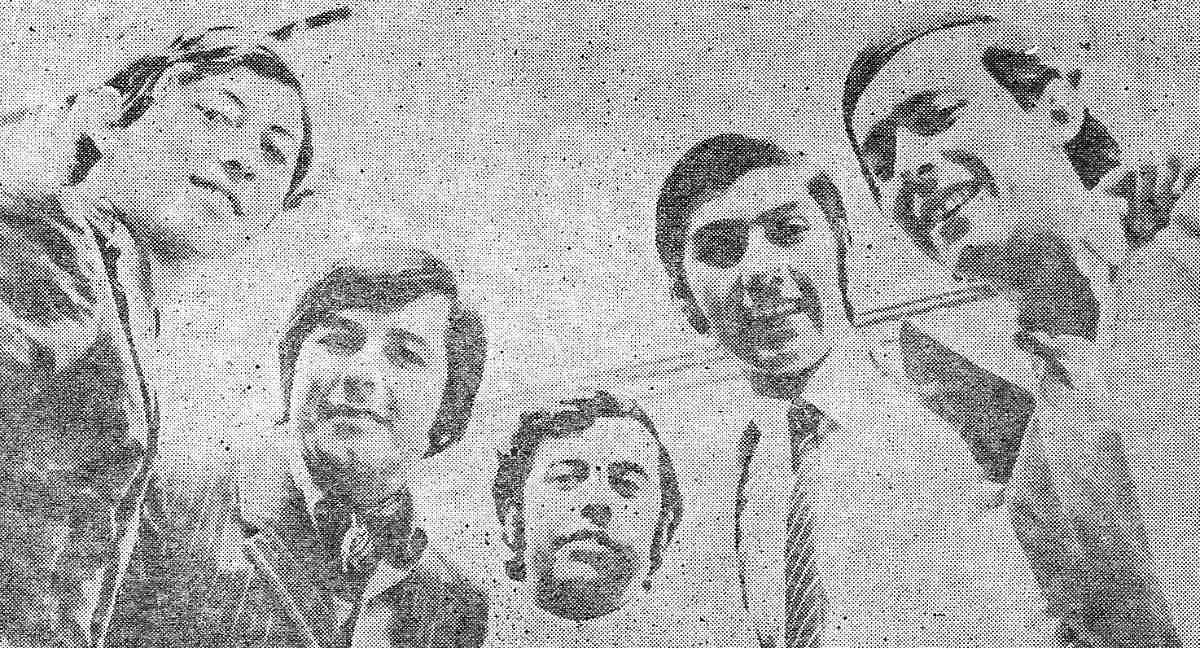
Foto de la formación inicial de Los Ángeles Negros. De la Fuente es el primero a la izquierda.

Con 20 años y mientras formaba parte de una banda llamada Los Monarcas, la suerte de Germaín cambió para siempre. Otro grupo musical, Los Ángeles Negros, buscaba participar de un concurso en Radio La Discusión, pero había un problema: no tenían cantante. Tras verlo cantar en vivo, los miembros de la banda invitaron a De la Fuente a ser parte de ellos. Finalmente ganaron el concurso y juntos grabaron su primer LP en marzo de 1969, que los catapultó a la fama. 
Después de seis años en el grupo, y tras el éxito de la banda en la escena latinoamericana, el cantante dejó la agrupación para iniciar su carrera como solista, siendo suplido por el cantante mexicano Ismael Montes. 

### Carrera solista
A fines de 1974 en México lanzó algunos discos bajo el nombre de Germaín: El Ángel Negro y después fundó un grupo llamado "Germaín Y Sus Ángeles Negros" . En el país azteca grabó los antiguos éxitos del anterior grupo musical, como «Y volveré» —del álbum homónimo— (versión en español de Germaín de la Fuente de la canción «Emporte-moi», del francés Alain Barrière); «El rey y yo»; «Balada de la tristeza»; «Murió la flor», composición de él y Nano Concha; «Déjenme si estoy llorando», «Si las flores pudieran hablar», ambas de Tite Curet Alonso y Nelson Ned; «Debut y despedida», de Chico Novarro, y «Si conmigo tú no estás», de R. Rey, entre otros temas, con los que durante 20 años recorrió México, donde además de cantar en vivo, editó más de una decena de discos como por ejemplo "Me Llama Usted", "El Romántico De América" "El Disco De Oro" "Paloma Querida", "¿Qué De Raro?", entre otros, este último fue grabado en 1996 a dueto con el bolerista peruano Lucho Barrios.
A principios de los 90 efectuó su regreso a Chile y tras eso fundó su propia discográfica en Santiago, DLF, haciendo clara referencia a su primer apellido. Con su empresa editó discos de karaoke, trabajos propios, entre otros. En 2003 colaboró con la banda de funk Los Tetas, quienes reversionan el clásico «Como quisiera decirte». Ese mismo año compartió shows en vivo con bandas como Los Pettinellis y Los Bunkers. En la actualidad, De la Fuente ha lanzado nuevos proyectos como la reedición de todos los discos de su carrera. Actualmente se presenta en vivo tanto en Chile como internacionalmente en diversos eventos.